# Cattleya alaorii
Cattleya alaorii är en orkidéart som först beskrevs av Friedrich Gustav Brieger och Hamilton Dias Bicalho, och fick sitt nu gällande namn av Van den Berg. Cattleya alaorii ingår i släktet Cattleya och familjen orkidéer. Inga underarter finns listade i Catalogue of Life.

## Bildgalleri

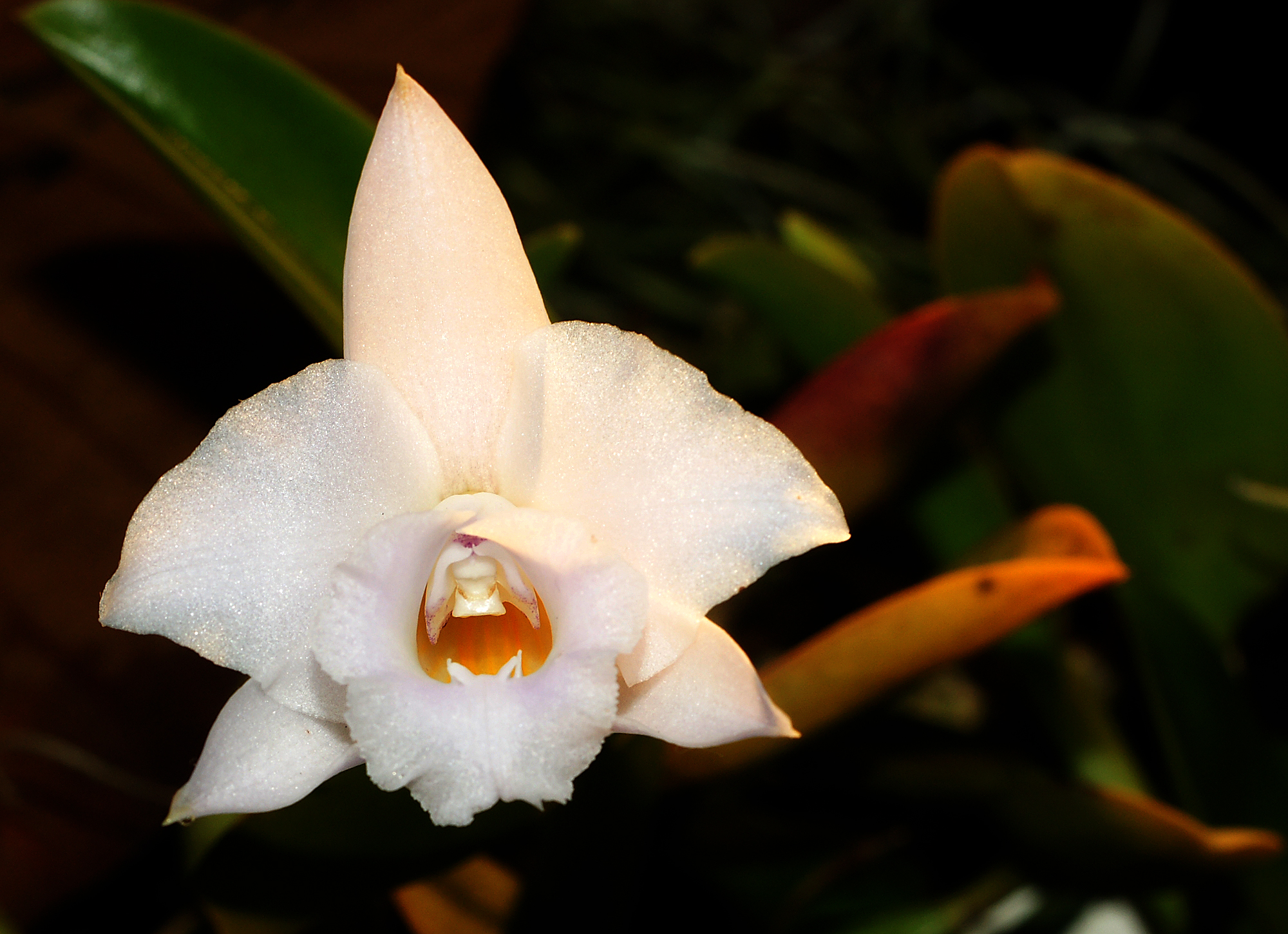